# Publications of the Astronomical Society of Australia
Publications of the Astronomical Society of Australia (en abrégé Publ. Astron. Soc. Aust., ou simplement PASA) est une revue scientifique à comité de lecture spécialisée en astronomie et astrophysique. Son éditeur en chef (depuis 2025) est Minh Huynh (CSIRO).

## Histoire
La revue est créée lors de l'assemblée inaugurale de l'Astronomical Society of Australia (ASA) le 30 novembre 1966 sous le nom de Proceedings of the Astronomical Society of Australia, le premier volume étant publié en mars 1967. Sa direction est assurée par un seul éditeur jusqu'en 1989, Dick McGee, suite à quoi un comité de rédaction est établi. Jusqu'en 1994, la revue est en premier lieu destinée à publier des articles présentés à l'assemblée générale annuelle de l'ASA, même si des articles historiques ainsi que des revues de livres ont également pu être publiés.
À partir du volume 12 publié en 1994, le nom de la revue est changé pour son nom actuel des Publications of the Astronomical Society of Australia, reflétant un élargissement vers la publication d'articles de recherche générale en astronomie. La première publication en ligne des PASA est établie en 1996 dans le cadre d'un partenariat avec les publications de la CSIRO. Depuis 2013, la revue est publiée par Cambridge University Press pour le compte de l'ASA.

## Éditeurs
Parmi les éditeurs des PASA se sont succédé :
- Paul Wild (1967-1969)
- Richard "Dick" McGee (1971-1988)
- Richard Hunstead (1989-1991)
- Ravi Sood (1992-1993)
- Jenny Nicholls (1994-1995)
- Michelle Storey (1996-2000)
- Russell Cannon (2001)
- John Lattanzio (2002-2008)
- Bryan Gaensler (2009-2014)
- Daniel Price (2015-2017)
- Melanie Johnston-Hollitt (2018-2019)
- Stas Shabala (2019-2022)
- Ivo Seitenzahl (2022-2024)
- Minh Huynh[4] (2025-)

## Référencement
La revue est référencée et indexée dans les bases de données suivantes :
- Astrophysics Data System ;
- Chemical Abstracts Service[5] ;
- Current Contents/Physical, Chemical & Earth Sciences[6] ;
- Physics Abstracts[7] ;
- Science Citation Index[6] ;
- Scopus[8].

D'après le Journal Citation Reports, la revue a un facteur d'impact de 5,571 en 2020.